# كلية أصول الدين بجامعة الإمام
كلية أصول الدين هي إحدى كليات جامعة الإمام محمد بن سعود الإسلامية بالرياض، وكانت بدايتها قسماً في كلية الشريعة، وفي العام الجامعي (1394/1395هـ) أنشئ قسم ثانٍ في كلية الشريعة هو: «قسم الدعوة وأصول الدين» وبلغ عدد الطلاب الذين التحقوا به سنة افتتاحه (25) طالباً.
ثم أسست كلية أصول الدين في العام الجامعي (96/1397هـ) ونقل إليها قسم الدعوة وكلية أصول الدين من كلية الشريعة، بعد ذلك وفي عام (1401/1402هـ) قسمت الكلية إلى عدة أقسام علمية.
وفي العام الجامعي (1404هـ) صدر قرار المجلس الأعلى للجامعة بالموافقة على نقل قسم الدعوة من كلية أصول الدين إلى كلية الدعوة والإعلام.
وفي (6 / 12 / 1419هـ) صدر قرار مجلس التعليم العالي بدمج الأقسام العلمية الثلاثة التي تتضمنها الكلية في مرحلة البكالوريوس (القرآن الكريم وعلومه + السنة النبوية وعلومها + العقيدة والمذاهب المعاصرة) في قسم عام يسمى (أصول الدين). وبقيت الأقسام الثلاثة في الدراسات العليا في الكلية مستقلة.
وتقدم الكلية سبعة برامج أكاديمية هي:
1. بكالوريوس أصول دين.
2. ماجستير في القرآن الكريم وعلومه.
3. ماجستير في السنة النبوية وعلومها.
4. ماجستير في العقيدة والمذاهب المعاصرة.
5. دكتوراه في القرآن الكريم وعلومه.
6. دكتوراه في السنة النبوية وعلومها.
7. دكتوراه في العقيدة والمذاهب المعاصرة.